# 8191 Mersenne
8191 Mersenne (1993 OX9) là một tiểu hành tinh được phát hiện tháng 7 năm 1993 July 20 bởi Eric Walter Elst ở đài thiên văn La Silla. Nó được đặt theo tên Marin Mersenne do năm 8191, ông đã phát hiện ra rất nhiều tiểu hành tinh.